# Amaury Escoto
Amaury Gabriel Escoto Ruiz (ur. 30 listopada 1992 w Zapopan) – meksykański piłkarz występujący na pozycji napastnika, od 2025 roku zawodnik Tepatitlán.

## Kariera klubowa
Escoto jest wychowankiem klubu Querétaro FC, do którego seniorskiej drużyny został włączony jako osiemnastolatek przez urugwajskiego szkoleniowca Gustavo Matosasa. W meksykańskiej Primera División zadebiutował 30 kwietnia 2011 w przegranym 1:4 spotkaniu z Jaguares, zaś premierowego gola w najwyższej klasie rozgrywkowej strzelił 5 stycznia 2013 w ostatniej minucie zremisowanej 2:2 konfrontacji z Leónem. Od tamtego czasu został podstawowym piłkarzem ekipy, a magazyn "Récord" wybrał go w swoim plebiscycie na odkrycie wiosennego sezonu Clausura 2013. Mimo to już po upływie roku stracił miejsce w wyjściowym składzie Querétaro, a w styczniu 2015 udał się na wypożyczenie do zespołu Tigres UANL z siedzibą w Monterrey. Tam spędził rok, odnosząc pierwsze sukcesy w zawodowej karierze – w jesiennym sezonie Apertura 2015 wywalczył tytuł mistrza Meksyku, a w tym samym roku dotarł także do finału południowoamerykańskich rozgrywek Copa Libertadores. Pozostawał jednak głębokim rezerwowym drużyny Ricardo Ferrettiego.
Wiosną 2016 Escoto został piłkarzem drugoligowej ekipy Cafetaleros de Tapachula.
| Sezon     | Klub                     | Kraj   | Rozgrywki  | Mecze | Bramki |
| --------- | ------------------------ | ------ | ---------- | ----- | ------ |
| 2010/2011 | Querétaro FC             | Meksyk | Liga MX    | 1     | 0      |
| 2011/2012 | Querétaro FC             | Meksyk | Liga MX    | 2     | 0      |
| 2012/2013 | Querétaro FC             | Meksyk | Liga MX    | 16    | 4      |
| 2013/2014 | Querétaro FC             | Meksyk | Liga MX    | 23    | 0      |
| 2014/2015 | Querétaro FC             | Meksyk | Liga MX    | 2     | 0      |
| 2014/2015 | Tigres UANL              | Meksyk | Liga MX    | 0     | 0      |
| 2015/2016 | Tigres UANL              | Meksyk | Liga MX    | 3     | 0      |
| 2015/2016 | Cafetaleros de Tapachula | Meksyk | Ascenso MX |       |        |